# Nikolaï Sergueïevitch Chatsky
Nikolaï Sergueïevitch Chatsky (anglicisé Nicholas Shatsky), en russe russe : Николай Серге́евич Шатский) né le 28 août 1895 à Moscou et mort dans la même ville le 1er août 1960 était un géologue soviétique spécialiste des plaques tectoniques et des anciennes plateformes continentales.
Depuis 1982, le Prix Chatsky (ru:Премия имени Н. С. Шатского) décerné annuellement par l'Académie des Sciences russe récompense un travail majeur dans la tectonique des plaques.

## Récompenses
- Un plateau situé dans les abysses de l'océan Pacifique Nord a reçu le nom de Shatsky Rise en son honneur
- 1946 : Prix Staline
- 1958 : Prix Lénine, pour la réalisation de la carte tectonique de l'Union Soviétique
- Ordre de Lénine
- Ordre du Drapeau rouge du Travail
- Médailles